# Herningmotorvejen
Der Herningmotorvejen (deutsch: Herningautobahn) ist eine dänische Autobahn, die in tern die Nummer M66 trägt. Die zwischen Låsby und Funder als Silkeborgmotorvejen bezeichnete Straße führt als Teil der Grenaa mit Randers verbindenden und damit Jütland un Ost-West-Richtung durchquerenden Primærrute 15 von Aarhus (Århus) zur Stadt Herning.

## Verlauf
Die Autobahn beginnt in Brabrand am Kreuz Motorvejskryds Aarhus Vest an der Autobahn Østjyske Motorvej, die Teil der Europastraße 45 ist und setzt die aus Aarhus kommende P 15 nach Westen über Silkeborg bis zur Kreuzung mit der Autobahn Midtjyske Motorvej und nach Herning fort. Dabei weist sie bei Aarhus das erste dänische Autobahnkreuz in Kleeblattform und an der Funder Aa die mit 740 m längste über Land führende dänische Autobahnbrücke auf.

## Geschichte
Die Autobahn wurde in mehreren Abschnitten zwischen 2002 und 2016 eröffnet.